# Unterkaufnitz
Unterkaufnitz war ein Gemeindeteil der ehemaligen Gemeinde Großenschwand im damaligen Landkreis Vohenstrauß. Die Wüstung, die auch den Namen Walkmühle trug, ist ein unter der Nummer D-3-6439-0055 gelistetes Bodendenkmal.

## Lage
Unterkaufnitz (Walkmühle) lag am Kaufnitzbach gut 500 Meter westlich vom Ort Kaufnitz. Nordöstlich lag der Walkacker, westlich lag die Hennermühle.

## Geschichte
Die jüngste Nennung von Unterkaufnitz in den Amtlichen Ortsverzeichnissen für Bayern erfolgte in der Ausgabe von 1964. Sie dokumentiert den Ort für das Jahr 1961 als unbewohnte Einöde, zwei Kilometer vom Dorf Großenschwand entfernt, die bereits 1950 unbewohnt und abgebrochen war. Im Ortsverzeichnis von 1876 wird die Einöde Unterkaufnitz als Ort der Gemeinde Grossenschwand im Bezirksamt Vohenstrauß aufgeführt, zugehörig zur katholischen Pfarrei, Schule und Post im 1,5 Kilometer entfernten Tännesberg. Für 1871 werden vier Einwohner und ein Gebäude und für 1875 zwei Einwohner festgestellt.